# Гольденштедт (Мекленбург-Передняя Померания)
Гольденштедт (нем. Goldenstädt) — посёлок в Германии, в земле Мекленбург-Передняя Померания.
Входит в состав района Пархим. Входит в общину Банцков. Население составляет 653 человека (на 31 декабря 2006 года). Занимает площадь 24,02 км². Официальный код — 13 0 60 027.